# Swarga (zespół muzyczny)
Swarga (ros. Сварга) – założona w 1997 rosyjska grupa muzyczna wykonująca folk-pagan metal. Od tego czasu grupa, poza licznymi koncertami, ma w dorobku trzy wydane płyty studyjne, dwa minialbumy oraz płytę demo.

## Historia
Svarga została założona pod koniec 1997 w podmoskiewskim mieście Żukowski. Pierwotnym założeniem muzycznym było tworzenie doom metalu, co też grupa czyniła do 1999, choć od początku w jej twórczości występowały motywy rodzimowierstwa słowiańskiego. Sama nazwa grupy nawiązuje do mitycznej siedziby Swaroga, boga słońca. Następnie pojawił się w warstwie muzycznej nowych utworów akordeon, co spowodowało zmianę stylu muzycznego na lżejszy pagan/folk metal. W roku 2000 zespół własnym staraniem wydał płytę demo "Через мертвую реку" (Czieriez miertwuju rieku, pol. "Przez martwą rzekę"). Mimo częstych zmian w składzie grupa aktywnie koncertowała w Moskwie i obwodzie moskiewskim, z takimi zespołami jak Arkona, Alkonost, Rossomahaar, Shadow Host i innymi. Jesienią 2005 grupa wydała pierwszą w swym dorobku płytę, "Огни на курганах" (Ogni na kurganah, pol. "Ognie na kurhanach"), na której gościnnie jako wokalistka w kilku utworach wystąpiła Masza "Scream" Arichipowa z Arkony. Po jej wydaniu grupa rozszerzyła działalność koncertową na inne miasta Rosji. W 2007 wydała swoją drugą płytę, "Там, Где Дремлют Леса" (Tam, gdzie drzemią lasy). Najnowszym dziełem w dorobku zespołu jest album Кровь – Река (Krow’ – Rieka), który jest lżejszy od poprzednich, na nim znalazł się także utwór Смотри.

## Muzycy
Obecny skład zespołu
- Ilja Gura (Wolfenhirt) – wokal
- Aleksandr Strielnikow – gitara
- Aleksandr Szwilow (Szmiel) – gitara, gitara basowa, wokal wspierający
- Igor Angioz (Hurry) – akordeon, drumla
- Aleksandr Kosiakow – dudy, flet, dudki
- Witalij Salnikow - perkusja

Byli członkowie zespołu
- Jurij Kozin (MC Plavneeck) - gitara, instrumenty akustyczne
- Wadim Ostanin (Saint) - gitara
- Jewgienij Chlebutin (Zhen) - gitara, instrumenty akustyczne
- Michaił (Mike) - gitara, gitara basowa, instrumenty akustyczne, bałałajka
- Michaił (Kron) - gitara, instrumenty akustyczne, perkusja
- Aleksiej Bolszow (Minoss) - flet, żalejka
- Igor (Geralt) - gitara basowa
- Dienis Piewunow (Den) - perkusja
- Olga Łancewa (Helga) - wokal
- Siergiej Zacharow (Zahaar) - perkusja
- Roman Wiediszczew (Funt) - gitara, gitara akustyczna
- Stas Sawieljew (Owl) - gitara basowa

## Dyskografia
- Через мертвую реку 2000 (demo)
- Огни на курганах 2005
- Там, Где Дремлют Леса 2007
- Кровь – Река 2009